# Латремуй, Шарль-Арман-Рене де
Шарль-Арман-Рене де Латремуй (фр. Charles-Armand-René de La Trémoille; 14 января 1708, Париж — 23 мая 1741, там же), герцог де Туар — французский придворный и военный деятель.

## Биография
Сын Шарля-Луи-Бретани де Латремуя, герцога де Туара, и Мари-Мадлен Мотье де Лафайет.
Герцог де Туар, граф де Лаваль, Монфор, Гин, Бенаон, Жонвиль и Тайбур, маркиз д'Аттиши, виконт де Ренн, Бей, Бросс, Марсийе и Бернёй, барон де Витре, Молеон, Дидонн и Ла-Ферте-сюр-Перон. Наследственный президент штатов Бретани.
Первоначально был известен, как принц Тарентский.
22 февраля 1717 был назначен наследником должности первого дворянина Палаты короля, принадлежавшей его отцу, принес присягу 8 мая и начал исполнять обязанности заместителя 9-го.
По смерти отца принял герцогский титул и стал первым палатным дворянином (9.10.1719) и губернатором Пон-Реми.
В обязанности первого дворянина входило сюринтендантство над спектаклями и дирекция комедиантов короля, таких как Итальянская и Французская комедии. В этой должности герцог показал хороший вкус и любовь к утонченным развлечениям. По словам д'Аламбера, «внук знаменитой маркизы де Лафайет, он унаследовал ее дух и изящество».
Возраст позволял герцогу участвовать в играх Людовика XV, который был на два года его младше. В придворных балетах Латремуй фигурирует среди членов свиты Его Величества, так 20 декабря 1720 он играл роль в балете Карденьо, где танцевал король. На карнавале в 1721 году в балете «Элементы» поэта Руа Людовик танцевал в костюме Солнца, а юный герцог был одним из знаков зодиака, которые его сопровождали.
Он был хорош собой и заботился о своей красоте, был умным собеседником и умелым танцором.
Близость к монарху сделала герцога самонадеянным, что стоило ему опалы, о которой Вольтер сообщает в письме президенту Берньеру в июле 1724. По словам Вольтера, Латремуй составил небольшой комплот с графом де Клермоном. Они рассчитывали «сделаться вдвоем хозяевами… над Людовиком XV, чтобы никакой другой куртизан не мог разделить их фортуны». Кроме этого Латремуй показал королю письма мадемуазель де Шароле, с постоянными жалобами на герцога де Бурбона.
Барбье в своем дневнике в феврале 1737 пишет, что герцог, как один из самых блестящих сеньоров двора, не имел другого занятия, кроме как совращать всех красивых женщин, как при дворе, так и в городе. Мемуары того времени содержат упоминания о его связях со знаменитостями полусвета.
В январе 1725 Шарль-Арман-Рене женился на дочери герцога Буйонского, своей двоюродной сестре, девушке добродетельной и благочестивой, янсенистке, «окружившей себя женщинами и мужчинами из этой секты».
С юности Латремуй любил словесность и продемонстрировал вкус и склонность к поэзии. Его стишки ходили по салонам и ценились на уровне творений модных тогда поэтов, если верить Вольтеру. Говорят, он даже сочинил слова и музыку балета «Четыре части света», но следов этого сочинения найти не удалось.
Возможно, он был автором непристойного романа «Частная жизнь Людовика XV», который нашли в бумагах герцога после его смерти, и который был опубликован в 1745 году шевалье де Ламорльером. Биограф герцога сомневается  в его авторстве на том основании, что вдова вряд ли бы передала этому плагиатору такое грязное сочинение.
Герцог де Латремуй был меценатом для популярного поэта Руа, автора придворных балетов, стихотворных посланий, од, эпиграмм, позднее забытого.
7 октября 1728 получил пехотный полк своего имени, который в следующем году повел в Лотарингию. 24 сентября 1731 сменил его на Шампанский пехотный, вакантный после отставки герцога де Тессе. По утверждению биографа Латремуя, полк этот был известен среди всей французской пехоты своей доблестью, и единственный имел привилегию идти на штурм под барабанный бой.
С началом войны за Польское наследство в октябре 1733 армия перешла Альпы. Латремуй командовал полком при осадах Джера-д'Адды, сдавшейся 9 декабря, Пиццигеттоне, Миланского замка, павшего 30-го, Новары, Тортоны, подчиненной 28 января 1734, и отличился во время этих осад. Пуля пробила его шапку. 11 февраля вечером он прибыл в Париж с известием о победах и на следующий день был принят королем, появившись в той самой шапке, простреленной под Миланом, что современники сочли неуместным бахвальством.
4 июня он получил контузию при взятии Колорно, где командовал двадцатью гренадерскими ротами, а 29-го во время битвы при Парме случилось происшествие, ставшее причиной обильных сплетен.
Наступая во главе своего полка, герцог свалился в канаву и собственные солдаты в пылу атаки едва его не затоптали; он был сильно помят и ему сломали ребро. Поднявшись, Латремуй все же занял свое место во главе подразделения и сражался до конца дня.
Получившего несколько ранений, его отправили на отдых, но недоброжелатели сообщили в письмах в Париж, что герцог проявил малодушие. Говорили, что он сам прыгнул в ров, испугавшись вражеского огня.
Сплетни дошли до герцогини, которая пожаловалась кардиналу Флёри и хранителю печати. Вернувшись к армии, Латремуй 7 августа на обеде с маршалом Куаньи в присутствии двухсот персон жаловался на эти оскорбительные слухи, потребовав их распространителей повторить свои обвинения перед строем Шампанского полка. Несколько офицеров тогда же опровергли эту клевету.
На следующий день маршал опросил офицеров, не присутствовавших на обеде, а затем шампанцы направили два письма, «подписанных всем полком», Флёри и хранителю печати, где подтверждали доблесть герцога.
18 октября 1734 произведен в бригадиры. В 1735 году участвовал в осадах Ревере и Гуасталлы.
Людовик приказал герцогу вернуться во Францию для поправки здоровья. Оставив полк, он отправился на воды в Вальс в Виваре, а затем на некоторое время остановился в Фонтенбло, поскольку в Версаль его все еще не пускали.
С этого времени герцог начал избавляться от пороков юности. Его домашние дела пострадали от рассеянной жизни, но он занялся ими в согласии с герцогиней и к концу 1740 года расплатился с долгами и смог распроряжаться годовым доходом в 200 000 ливров.
С тех пор он мирно жил в Версале, Париже и Туаре, или находился в полку, вернувшемся во Францию в 1736 году.
15 июня 1736 вместе с герцогом д'Омоном был принят в Парламенте, где участвовал в заседании в качестве пэра Франции.
Изящество, с которым он пользовался французской речью, и его художественный вкус были сочтены достойными Французской академии, и 31 января 1738 на безальтернативных выборах герцога избрали в ее члены на место маршала д'Эстре. 6 марта он был принят в число «бессмертных» директором маркизом де Сент-Олером.
В конце войны Латремуй решил заявить о правах своего дома на корону Неаполя, направив послание на мирную конференцию в Вене. Претензии проистекали из брака его предка Франсуа де Латремуя с Анной де Лаваль (1521), дочерью Ги де Лаваля и Шарлотты Арагонской, княгини Тарентской, эвентуальной наследницы Неаполитанского королевства. Ранее такие претензии предъявлялись на переговорах в Мюнстере, Нимвенене, Рисвике и Утрехте. В 1738 году они также не имели успеха, тем более, что герцог поздно их предъявил, и мирный договор уже был подписан. Герцогиня в 1748 году еще раз подняла этот вопрос во время переговоров в Ахене.
23 марта 1741 герцог был назначен губернатором Иль-де-Франса. Прежний обладатель этой должности Анри-Луи де Латур д'Овернь, граф д'Эврё, продал ее в начале года. Возможно, Латремуй не успел вступить в должность, и после его смерти Эврё вернулся к исполнению полномочий, а в декабре того же года продал пост герцогу де Жевру.
В последние дни апреля герцогиня заболела оспой. Заразившись от нее, герцог умер 23 мая. 26-го его останки были погребены в его приходе в Сен-Сюльписе, а затем перевезены в Туар, где были помещены в фамильный склеп в замковой часовне.

## Семья
Жена (29.01.1725): Мари-Ортанс-Виктуар де Латур д'Овернь-Буйон (27.01.1704—1788), дочь Эмманюэля-Теодоза де Латур д'Овернь, герцога де Буйона, д'Альбера и де Шато-Тьерри, и Мари-Арманды-Виктуар де Латремуй
Дети:
- Жан-Бретань-Шарль-Годфруа (5.02.1737—19.05.1792), герцог де Туар. Жена 1) (18.02.1751): Мари-Женевьева де Дюрфор (3.02.1735—10.12.1762), дочь Ги-Мишеля де Дюрфора, герцога де Лоржа, и Элизабет-Филиппины де Пуатье де Ри; 2) (24.06.1763): принцесса Мария Максимилиана Луиза цу Зальм-Кирбург (19.05.1744—13.07.1790), дочь князя Филиппа Йозефа цу Зальм-Кирбурга и Марии Терезы Йозефа ван Хорн, графини де Сольр-ле-Шато
- Мари-Шарлотта-Женевьева (5.03.1740—22.03.1744)